# Championnats de Belgique d'athlétisme 2007
Les Championnats de Belgique d'athlétisme toutes catégories de 2007 ont eu lieu les 4 et 5 août au Stade Roi-Baudouin à Bruxelles.

## Résultats
| Homme                | Prestation     | Catégorie         | Femme                | Prestation     |
| -------------------- | -------------- | ----------------- | -------------------- | -------------- |
| Kristof Beyens       | 10 s 54        | 100 m             | Kim Gevaert          | 11 s 22        |
| Anthony Ferro        | 20 s 79        | 200 m             | Kim Gevaert          | 22 s 77        |
| Kévin Borlée         | 46 s 38        | 400 m             | Elke Bogemans        | 54 s 42        |
| Matthias Rosseeuw    | 1 min 53 s 00  | 800 m             | Lieselot Matthys     | 2 min 09 s 36  |
| Kim Ruell            | 3 min 52 s 89  | 1 500 m           | Veerle Dejaeghere    | 4 min 20 s 12  |
| Guy Fays             | 14 min 30 s 13 | 5 000 m           | Sigrid Vanden Bempt  | 16 min 26 s 54 |
| Guy Fays             | 29 min 39 s 73 | 10 000 m          | Anja Smolders        | 35 min 49 s 89 |
| -                    | -              | 100 m haies       | Eline Berings        | 13 s 15        |
| Adrien Deghelt       | 13 s 71        | 110 m haies       | -                    | -              |
| Vincent Vanryckeghem | 50 s 25        | 400 m haies       | Doukje Vermyl        | 60 s 79        |
| Pieter Desmet        | 8 min 30 s 78  | 3 000 m steeple   | Veerle Dejaeghere    | 9 min 57 s 97  |
| Timothy Hubert       | 2,11 m         | Saut en hauteur   | Sabrina De Leeuw     | 1,82 m         |
| Kevin Rans           | 5,45 m         | Saut à la perche  | Karen Pollefeyt      | 3,90 m         |
| Gert Messiaen        | 7,36 m         | Saut en longueur  | Tia Hellebaut        | 6,41 m         |
| Corentin Debailleul  | 15,29 m        | Triple saut       | Jolien van Brempt    | 12,48 m        |
| Wim Blondeel         | 18,85 m        | Lancer du poids   | Catherine Timmermans | 16,01 m        |
| Wim Blondeel         | 50,81          | Lancer du disque  | Veerle Blondeel      | 47,71 m        |
| Tom Goyvaerts        | 75,20 m        | Lancer du javelot | Melissa Dupré        | 50,02 m        |
| Walter De Wyngaert   | 65,92 m        | Lancer du marteau | Patricia Blondeel    | 52,27 m        |

## Sources
- Ligue Belge Francophone d'Athlétisme
- (nl) Résultats